# Une croisière autour de la Terre
Une croisière autour de la Terre est un épisode spécial situé entre la troisième saison et la quatrième saison de la deuxième série de la série Doctor Who. Lors de sa première diffusion à Noël 2007 sur la BBC, il a été regardé par 12,2 millions de téléspectateurs, ce qui en fait le deuxième plus gros succès d'audience de la télévision britannique pour l'année 2007, et le record de la série depuis 1979. L'épisode est notamment connu pour la participation, dans l'un des rôles principaux, de la chanteuse Kylie Minogue qui est une fan de la série et a accepté de jouer dans cet épisode spécial.

## Résumé
Après avoir quitté Martha Jones, Le Docteur heurte avec le TARDIS un vaisseau spatial appelé le Titanic. Curieux, le Docteur décide de faire un séjour à bord. Comme le paquebot terrien du début du 20e siècle à notre ère, c'est un gigantesque vaisseau de croisière, ayant pour but des visites de planètes à la civilisation primitive, dont la Terre.
Rapidement, le Docteur rencontre Astrid Peth, une serveuse à bord du vaisseau qui rêve de participer à une excursion sur la Terre. Voulant lui faire plaisir, le Docteur l'emmène à l'excursion avec lui. Ils sont accompagnés de Foon et de Morvin Van Hoff, deux passagers ayant gagné leurs places grâce à un jeu concours. Pour cette raison ainsi qu'à cause de leur surpoids, ils sont l'objet de toutes les moqueries des autres passagers, beaucoup plus fortunés qu'eux. Enfin, un extra-terrestre à la peau rouge appelé Bannakaffalatta fait également partie de l'excursion. Le petit groupe est guidé par le professeur Copper, un conférencier excentrique et comique, ne connaissant en réalité absolument rien de la Terre. Le groupe utilise des bracelets de téléportation pour se rendre à Londres.
En raison des événements relatés dans L'Invasion de Noël et dans Le Mariage de Noël, presque tous les Londoniens ont quitté la ville à l'exception notamment de la Reine (pour montrer l'exemple) et d'un vendeur de journaux.
La visite de Londres est écourtée en raison d'événements troublants se déroulant sur le Titanic. Le capitaine a congédié tous ses officiers et a provoqué volontairement une collision entre des météorites et le Titanic. Il trouve la mort dans l'accident mais un des officiers, Alonso Frame, tente de guider les passagers survivants. Le problème, c'est que les moteurs ne vont pas tarder à lâcher. À ce moment-là, le Titanic quittera son orbite et s'écrasera sur la Terre, provoquant la disparition de toute vie à sa surface.
Peu après la collision, les hôtes célestes, des robots censés guider les passagers s'avèrent programmés pour tuer tous les survivants. Ces robots sont des répliques d'anges terrestres. Le Docteur prend alors la tête de son petit groupe. Malheureusement Morvin Van Hoff ne survit pas à la fuite. Bannakaffalatta, qui est en fait un cyborg, se sacrifie pour désactiver trois robots anges. Foon Van Hoff tombe ensuite dans le réacteur du vaisseau.
Finalement, après avoir cantonné le reste du groupe dans une partie du vaisseau, le Docteur se rend là où les anges reçoivent leurs ordres. Il découvre alors que Max Capricorn, le propriétaire du vaisseau, est à l'origine de la catastrophe. Évincé par le conseil d'administration de son entreprise, il avait décidé de se venger. L'accident fera baisser toutes les actions des actionnaires. Mais en plus, l'entreprise sera accusée de génocide et les membres du conseil d'administration seront condamnés à une grave peine.
C'est alors qu'Astrid, grâce à un bracelet de téléportation, arrive sur les lieux. Au terme d'une courte bataille, elle emmène avec elle Max Capricorn dans une chute au cœur des moteurs. Le Docteur, qui avait prévu d'en faire sa prochaine compagne, en est très affecté. Il se rend alors rapidement sur la passerelle de commandement et parvient à utiliser la chaleur générée par la chute du Titanic sur la Terre pour réactiver les moteurs et ainsi relancer le Titanic dans l'espace. Lors de cette action Le Docteur réalise un de ses rêves, prononcer la phrase « Allons-y Alonso ! ».
Il tente d'activer la sauvegarde de sécurité du bracelet de téléportation que portait Astrid mais le système ayant été endommagé il ne parvient pas à la reconstituer. Il laisse alors partir dans l'espace les derniers atomes qui la constituaient puis emmène le professeur Copper sur Terre afin que celui-ci puisse prendre sa retraite.

## Distribution
- David Tennant : Le Docteur
- Kylie Minogue : Astrid Peth
- Geoffrey Palmer : Capitaine Hardaker
- Russell Tovey : Aspirant Alonso Frame
- George Costigan : Max Capricorn
- Gray O'Brien : Rickston Slade
- Andrew Havill : Chef Steward
- Bruce Lawrence : Technicien
- Debbie Chazen : Foon Van Hoff
- Clive Rowe : Morvin Van Hoff
- Clive Swift : M. Copper
- Jimmy Vee : Bannakaffalatta
- Bernard Cribbins : Wilfred Mott
- Nicholas Witchell : Lui-même
- Paul Kasey : L'invité
- Stefan Davis : Aide cuisinier
- Jason Mohammad : Journaliste
- Colin McFarlane et Ewan Bailey : Voix des aliens
- Jessica Martin : Voix de la Reine

### Continuité
- La Terre est une planète niveau 5, comme indiqué dans les épisodes La Loi des Judoons et Le Dernier Seigneur du temps.
- Le Docteur émet l'idée que le nom du vaisseau porte malheur (en référence à l'histoire du Titanic) et que la période de Noël porte malheur également, puis ajoute que c'est possible que ça soit son smoking qui porte malheur (en référence aux épisodes Le Règne des Cybermen et L'Expérience Lazarus).
- Le Docteur utilise la phrase récurrente « Allons-y » et termine par un « Allons-y Alonso », jeu de mots qu'il cherche à faire depuis l'épisode L'Armée des ombres[1].
- Le vendeur de journaux n'est autre que Wilfred Mott, le grand-père de Donna Noble, que l'on retrouve dans d'autres épisodes ultérieurement.